# Dornburg (Hessen)

Bannerflagge

Dornburg ist eine Gemeinde im mittelhessischen Landkreis Limburg-Weilburg.

## Geographie

### Geographische Lage
Dornburg liegt im Westerwald und grenzt im Westen und Norden an Gemeinden des Westerwaldkreises (Rheinland-Pfalz); die übrigen Nachbargemeinden gehören gleichfalls zum Landkreis Limburg-Weilburg. Die Gemeindefläche beträgt 3321 Hektar, davon sind 979 Hektar Wald, von dem sich 922 Hektar im Besitz der Gemeinde befinden.

### Gemeindegliederung
Die Gemeinde Dornburg besteht aus fünf Ortsteilen:
- Frickhofen (Sitz der Gemeindeverwaltung)
- Langendernbach
- Wilsenroth
- Dorndorf
- Thalheim

## Geschichte

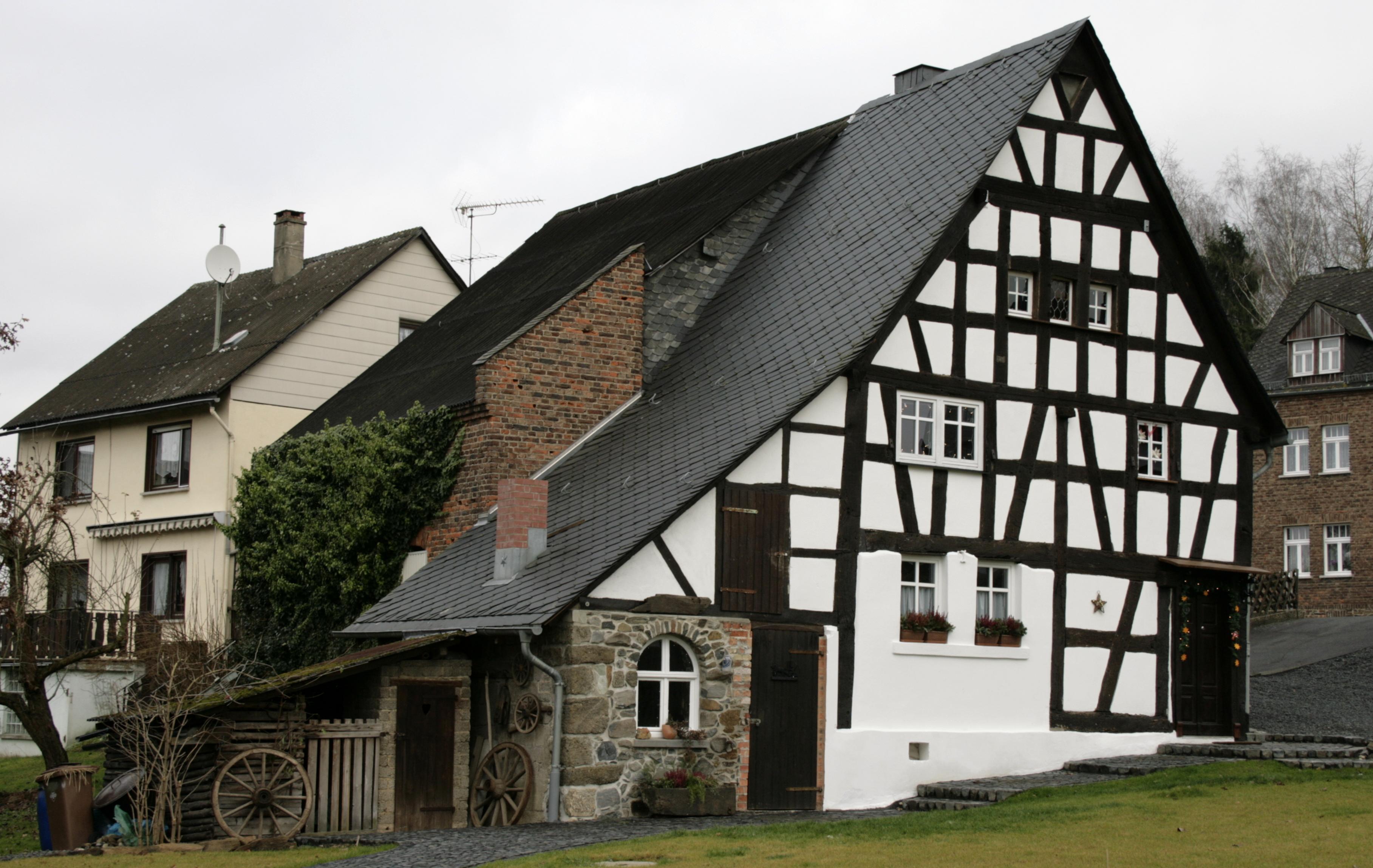
Dorfmuseum in Thalheim

### Gemeindegebiet
Die „Dornburg“, die der Gemeinde nach dem Zusammenschluss ihrer Vorgängerorte 1971 ihren Namen gab, ist eine rund 396 Meter hohe Erhebung, auf der sich die Reste einer Ringwallanlage aus der La-Tène-Zeit (5. bis 1. Jahrhundert vor Christus) befinden. In ihr lag eine stadtähnliche keltische Siedlung. Auf dem Blasiusberg befand sich eine heidnische Kultstätte. Die später dort errichtete christliche Kapelle diente bis 1734 als Pfarrkirche für elf Dörfer der Umgebung.
Die Gründung der fünf Dörfer, aus denen heute die Gemeinde Dornburg besteht, liegt teilweise über 1200 Jahre zurück. So datiert die erste urkundliche Erwähnung von Wilsenroth (damals Welsenderode, d. h. das Gebiet, das von Willesind gerodet wurde) und Langendernbach auf das Jahr 879 als Graf Gebhard im Lahngau her Güter dem Stift St. Severus in Gemünden schenkte.
Die erste Erwähnung von Dorndorf (damals Torndorph) stammt aus dem Jahr 772. Die Gründung von Frickhofen (von Fridechuba, etwa umfriedeter Hof) fand zwischen 802 und 812 statt.
1636 wütete die Pest in den Orten. In Dorndorf überlebte nur eine einzige Familie.

### Gemeindebildung
Die Gemeinde Dornburg entstand am 1. Februar 1971 im Zuge der Gebietsreform in Hessen durch den freiwilligen Zusammenschluss der drei bis dahin selbstständigen Gemeinden Frickhofen, Dorndorf und Wilsenroth im Landkreis Limburg. Sitz der Gemeindeverwaltung wurde Frickhofen. Am 31. Dezember 1971 schloss sich die Gemeinde Thalheim freiwillig an. Schließlich wurde am 1. Juli 1974 kraft Landesgesetzes die Gemeinde Langendernbach eingemeindet.
Für jede der ehemals eigenständigen Gemeinden von Dornburg wurde ein Ortsbezirk eingerichtet. Sitz der Gemeindeverwaltung wurde der Ortsteil Frickhofen.

### Bevölkerung

#### Einwohnerstruktur 2011
Nach den Erhebungen des Zensus 2011 lebten am Stichtag dem 9. Mai 2011 in Dornburg 8519 Einwohner. Darunter waren 626 (7,35 %) Ausländer, von denen 175 aus dem EU-Ausland, 380 aus anderen europäischen Ländern und 71 aus anderen Staaten kamen. (Bis zum Jahr 2020 erhöhte sich die Ausländerquote auf 13,3 %.) Nach dem Lebensalter waren 1524 Einwohner unter 18 Jahren, 3519 zwischen 18 und 49, 1749 zwischen 50 und 64 und 1728 Einwohner waren älter. Die Einwohner lebten in 3505 Haushalten. Davon waren 981 Singlehaushalte, 1067 Paare ohne Kinder und 1174 Paare mit Kindern, sowie 243 Alleinerziehende und 40 Wohngemeinschaften. In 786 Haushalten lebten ausschließlich Senioren und in 2304 Haushaltungen lebten keine Senioren.

#### Einwohnerentwicklung
| Dornburg: Einwohnerzahlen von 1973 bis 2020                       | Dornburg: Einwohnerzahlen von 1973 bis 2020 | Dornburg: Einwohnerzahlen von 1973 bis 2020 | Dornburg: Einwohnerzahlen von 1973 bis 2020 | Dornburg: Einwohnerzahlen von 1973 bis 2020 |
| ----------------------------------------------------------------- | ------------------------------------------- | ------------------------------------------- | ------------------------------------------- | ------------------------------------------- |
| Jahr                                                              |                                             |                                             |                                             | Einwohner                                   |
| 1973                                                              | 1973                                        |                                             | 5.711                                       | 5.711                                       |
| 1975                                                              | 1975                                        |                                             | 8.048                                       | 8.048                                       |
| 1980                                                              | 1980                                        |                                             | 7.812                                       | 7.812                                       |
| 1985                                                              | 1985                                        |                                             | 7.863                                       | 7.863                                       |
| 1990                                                              | 1990                                        |                                             | 8.074                                       | 8.074                                       |
| 1995                                                              | 1995                                        |                                             | 8.560                                       | 8.560                                       |
| 2000                                                              | 2000                                        |                                             | 8.570                                       | 8.570                                       |
| 2005                                                              | 2005                                        |                                             | 8.610                                       | 8.610                                       |
| 2010                                                              | 2010                                        |                                             | 8.406                                       | 8.406                                       |
| 2011                                                              | 2011                                        |                                             | 8.519                                       | 8.519                                       |
| 2015                                                              | 2015                                        |                                             | 8.527                                       | 8.527                                       |
| 2020                                                              | 2020                                        |                                             | 8.533                                       | 8.533                                       |
| Quellen: Hessisches Statistisches Informationssystem; Zensus 2011 |                                             |                                             |                                             |                                             |

#### Religionszugehörigkeit
| • 1987: | 763 evangelische (= 9,76 %), 6768 katholische (= 86,56 %), 288 sonstige (= 3,68 %) Einwohner     |
| • 2011: | 1246 evangelische (= 14,63 %), 5718 katholische (= 67,12 %), 1555 sonstige (= 18,25 %) Einwohner |

## Politik

### Gemeindevertretung
Die Kommunalwahl am 14. März 2021 lieferte folgendes Ergebnis, in Vergleich gesetzt zu früheren Kommunalwahlen:
| Sitzverteilung in der Gemeindevertretung 2021Insgesamt 31 Sitze - SPD: 6 - Grüne: 1 - FDP: 1 - FWG: 5 - CDU: 18 | Parteien und Wählergemeinschaften | Parteien und Wählergemeinschaften           | 2021  | 2021  | 2016  | 2016  | 2011  | 2011  | 2006  | 2006  | 2001  | 2001  |
| Sitzverteilung in der Gemeindevertretung 2021Insgesamt 31 Sitze - SPD: 6 - Grüne: 1 - FDP: 1 - FWG: 5 - CDU: 18 | Parteien und Wählergemeinschaften | Parteien und Wählergemeinschaften           | %     | Sitze | %     | Sitze | %     | Sitze | %     | Sitze | %     | Sitze |
| Sitzverteilung in der Gemeindevertretung 2021Insgesamt 31 Sitze - SPD: 6 - Grüne: 1 - FDP: 1 - FWG: 5 - CDU: 18 | CDU                               | Christlich Demokratische Union Deutschlands | 57,4  | 18    | 57,4  | 18    | 57,2  | 18    | 61,7  | 19    | 55,1  | 17    |
| Sitzverteilung in der Gemeindevertretung 2021Insgesamt 31 Sitze - SPD: 6 - Grüne: 1 - FDP: 1 - FWG: 5 - CDU: 18 | SPD                               | Sozialdemokratische Partei Deutschlands     | 19,6  | 6     | 24,1  | 7     | 26,5  | 8     | 24,1  | 8     | 27,0  | 8     |
| Sitzverteilung in der Gemeindevertretung 2021Insgesamt 31 Sitze - SPD: 6 - Grüne: 1 - FDP: 1 - FWG: 5 - CDU: 18 | FWG Dornburg                      | Freie Wählergemeinschaft Dornburg           | 14,9  | 5     | 18,5  | 6     | 16,3  | 5     | 14,2  | 4     | 10,3  | 3     |
| Sitzverteilung in der Gemeindevertretung 2021Insgesamt 31 Sitze - SPD: 6 - Grüne: 1 - FDP: 1 - FWG: 5 - CDU: 18 | FDP                               | Freie Demokratische Partei                  | 4,9   | 1     | —     | —     | —     | —     | —     | —     | –     | –     |
| Sitzverteilung in der Gemeindevertretung 2021Insgesamt 31 Sitze - SPD: 6 - Grüne: 1 - FDP: 1 - FWG: 5 - CDU: 18 | Grüne                             | Bündnis 90/Die Grünen                       | 3,1   | 1     | —     | —     | —     | —     | —     | —     | –     | –     |
| Sitzverteilung in der Gemeindevertretung 2021Insgesamt 31 Sitze - SPD: 6 - Grüne: 1 - FDP: 1 - FWG: 5 - CDU: 18 | DBL                               | Dornburger Bürgerliste                      | —     | —     | —     | —     | —     | —     | —     | —     | 7,7   | 3     |
| Sitzverteilung in der Gemeindevertretung 2021Insgesamt 31 Sitze - SPD: 6 - Grüne: 1 - FDP: 1 - FWG: 5 - CDU: 18 | Gesamt                            | Gesamt                                      | 100,0 | 31    | 100,0 | 31    | 100,0 | 31    | 100,0 | 31    | 100,0 | 31    |
| Sitzverteilung in der Gemeindevertretung 2021Insgesamt 31 Sitze - SPD: 6 - Grüne: 1 - FDP: 1 - FWG: 5 - CDU: 18 | Wahlbeteiligung in %              | Wahlbeteiligung in %                        | 58,9  | 58,9  | 52,7  | 52,7  | 50,0  | 50,0  | 51,2  | 51,2  | 60,8  | 60,8  |

### Bürgermeister

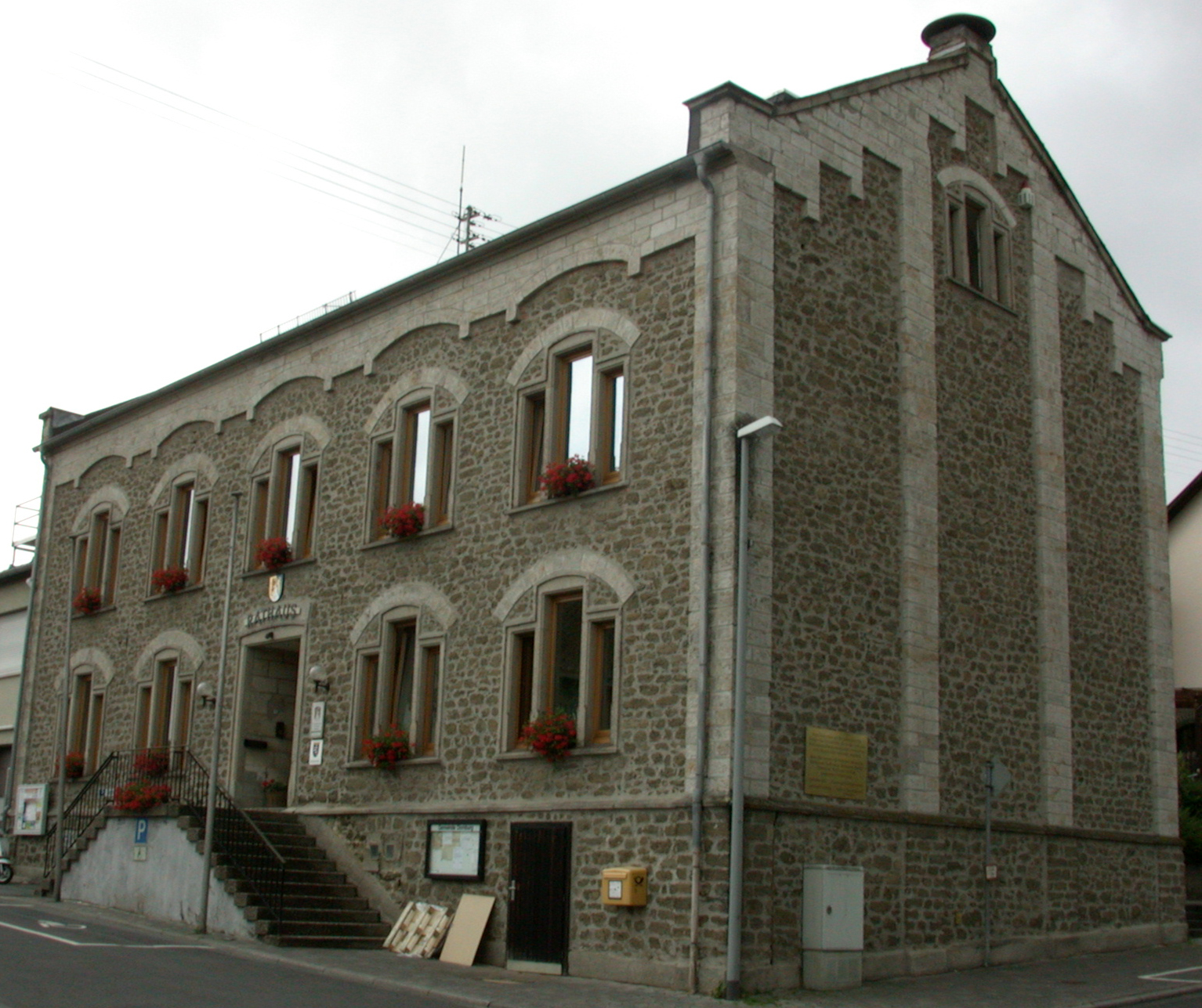
Rathaus der Gemeinde Dornburg in Frickhofen

Nach der hessischen Kommunalverfassung wird der Bürgermeister für eine sechsjährige Amtszeit gewählt, seit dem Jahr 1993 in einer Direktwahl, und ist Vorsitzender des Gemeindevorstands, dem in der Gemeinde Dornburg neben dem Bürgermeister ehrenamtlich ein Erster Beigeordneter und fünf weitere Beigeordnete angehören. Bürgermeister ist seit dem 1. August 2009 Andreas Höfner (CDU). Er setzte sich am 1. Februar 2009 im ersten Wahlgang gegen den Amtsinhaber Dieter Hilbert (SPD), der sich um eine dritte Amtszeit beworben hatte, bei 62,4 Prozent Wahlbeteiligung mit 68,9 Prozent der Stimmen durch. Es folgten zwei Wiederwahlen, zuletzt im März 2021.
Amtszeiten der Bürgermeister
- 2009–2027 Andreas Höfner (CDU)[17]
- 1997–2009 Dieter Hilbert (SPD)[18]
- 1995–1997 Toni Weyer (CDU)
- 1971–1995 Paul Arens (CDU) (1936–2022)[21]

### Ortsbeiräte
Für alle eingegliederten Gemeinden wurde je ein Ortsbezirke mit Ortsbeirat und Ortsvorsteher, nach Maßgabe der §§ 81 und 82 HGO und des Kommunalwahlgesetzes in der jeweils gültigen Fassung gebildet.
Die Ortsbezirke sind durch das Gebiet der ehemaligen Gemeinden abgefrenz und besteh aus je sechs Mitgliedern.
Die Wahl der Ortsbeiräte erfolgt im Rahmen der Kommunalwahlen. Der Ortsbeirat wählt eines seiner Mitglieder zum Ortsvorsteher bzw. zur Ortsvorsteherin.

## Kultur und Sehenswürdigkeiten

### Bauwerke
- Die Blasiuskapelle, erstmals erwähnt um 803, in der Gemarkung Frickhofen war bis 1746 Mittelpunkt des Kirchspiels Frickhofen. Die Kapelle war dem Erzengel Michael geweiht.
- Die „Pfarrkirche zu Frickhofen“ wurde 1732 erbaut. Von der ursprünglichen Kirche sind noch der Turm und der Chor erhalten. Diese Bauteile wurden durch einen Umbau 1955/56 ergänzt, um die Kirche zu vergrößern. Die Kirche verfügt über einen großen Barockaltar der Hadamarer Schule.
- Die neoromanische „Pfarrkirche St. Matthias“ zu Langendernbach mit „800-jähriger Linde“.
- Pfarrkirche „St. Margaretha“ Dorndorf auf den Grundmauern eines Burgturms aus dem 10. Jahrhundert
- Das „Hofhaus“ in Langendernbach
- Der „Judenfriedhof“ in der Gemarkung Frickhofen
- Das Denkmal in Wilsenroth zum Gedenken an die Kriegsopfer beider Weltkriege
- Die „Dornburg“ als Reste eines keltischen Oppidum mit Ringwall
- Der „Dreiherrenbrunnen“, an dem die Grenzen dreier Staaten zusammentrafen und die jeweiligen Herrscher sich treffen konnten, ohne ihre jeweiligen Staatsgebiete verlassen zu müssen. Heute liegt der Dreiherrenbrunnen mitten im Wald und ist Teil des Blasiussteiges.
- Der Blasiussteig, eine Wanderstrecke durch ganz Dornburg, vorbei an den Sehenswürdigkeiten.

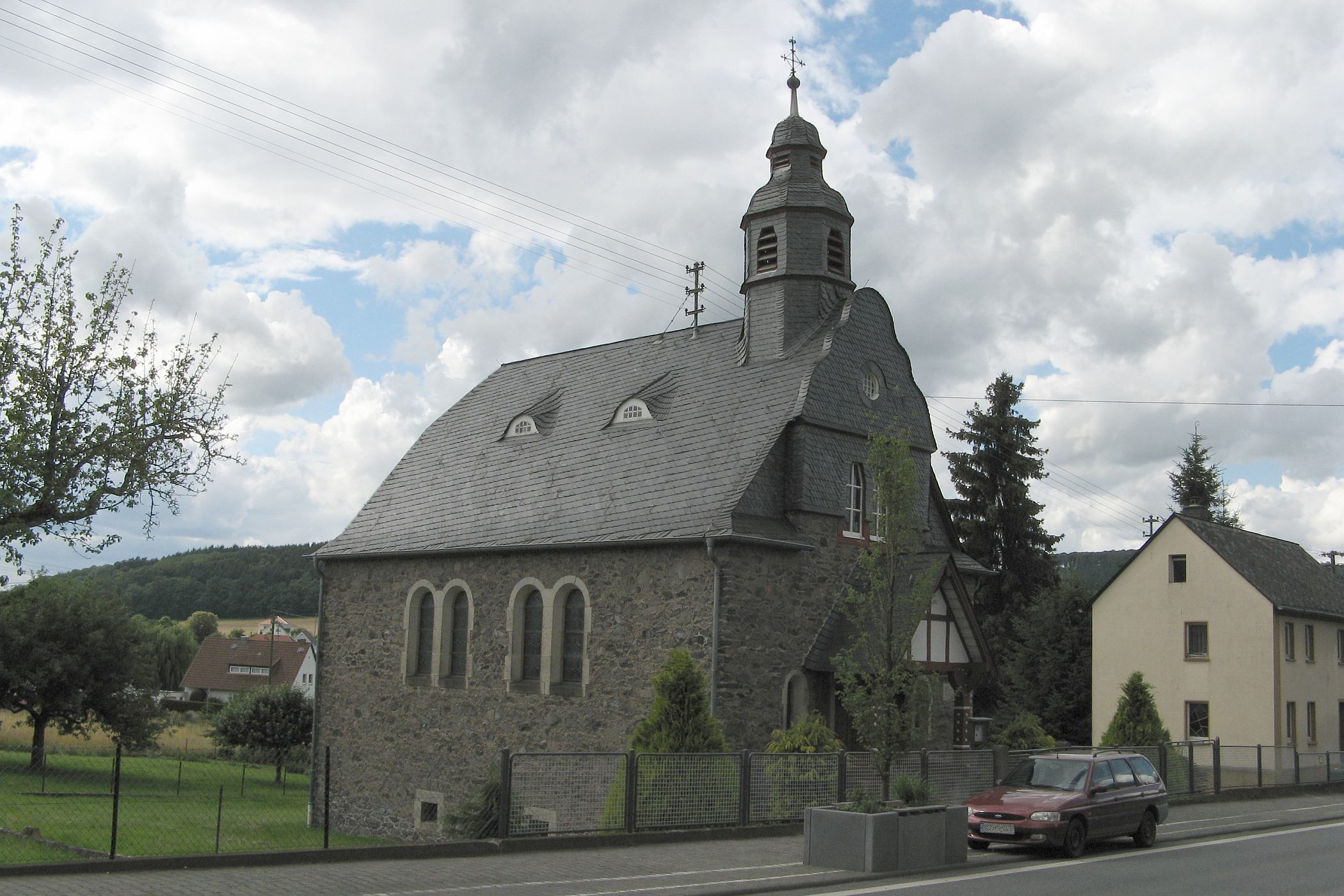
Die barocke evangelische Kirche in Langendernbach
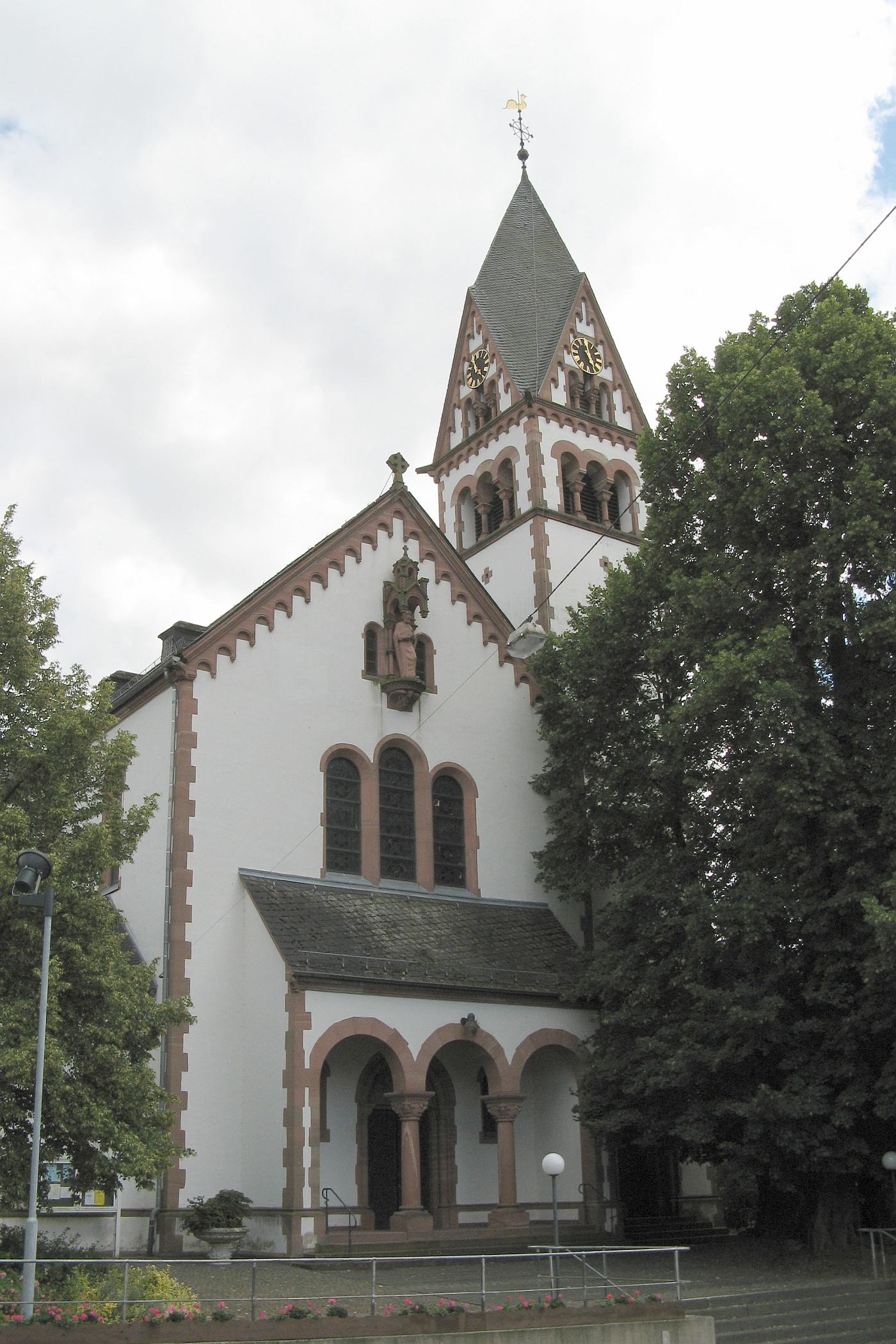
St. Matthiaskirche in Langendernbach mit der „800-jährigen Linde“
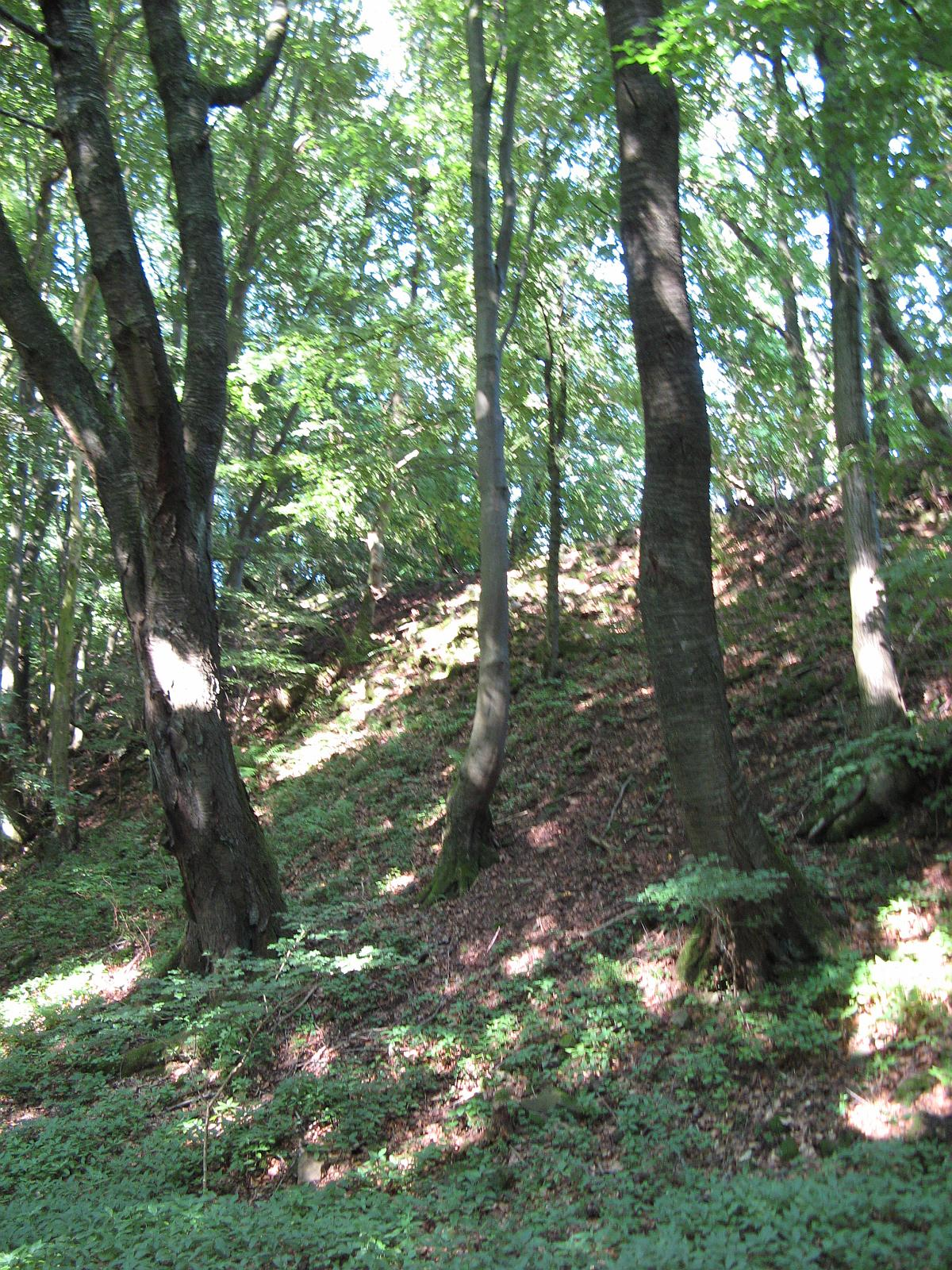
Reste der Rödchensmauer, dem Ringwall der Dornburg

### Museen
Die Ortsteile Wilsenroth und Thalheim verfügen über Dorfmuseen. Beide geben Aufschluss über die lokale Geschichte und die Westerwälder Volkskultur in ihrer örtlichen Ausprägung. Das Museum in Wilsenroth widmet sich zudem in weiten Teilen der Geschichte des Basaltabbaus im Dorf.

### Ewiges Eis

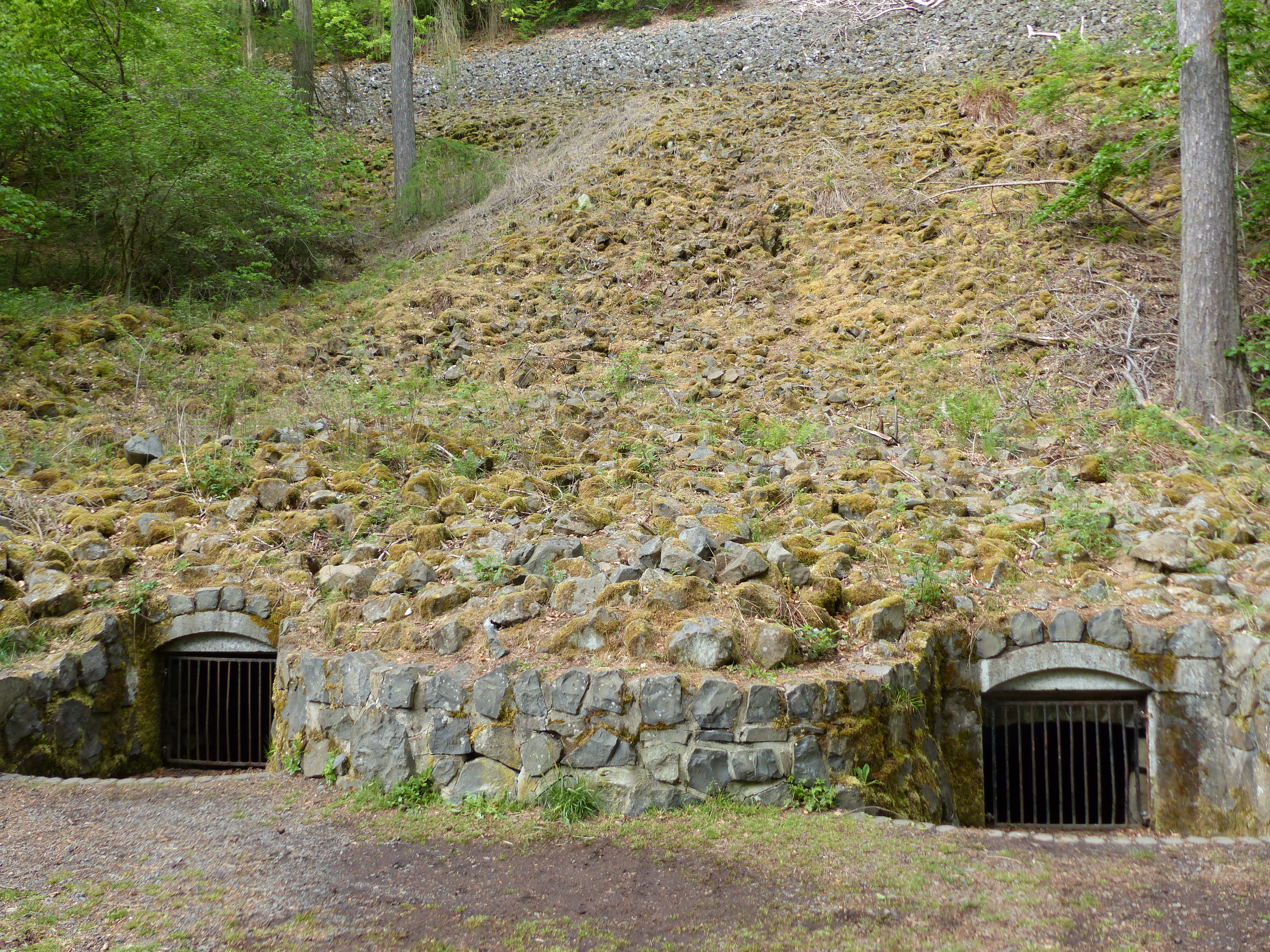
Stolleneingänge zum Ewigen Eis

Das Ewige Eis am Fuß der Dornburg ist ein in Hessen einmaliges Naturphänomen. Aufgrund spezieller Bodenverhältnisse bleibt der Boden hier bis zu 8 m tief gefroren. Das Ewige Eis liegt auf der Gemarkung Wilsenroth und ist ein Geotop des Nationalen Geoparks Westerwald-Lahn-Taunus.

## Wirtschaft und Infrastruktur

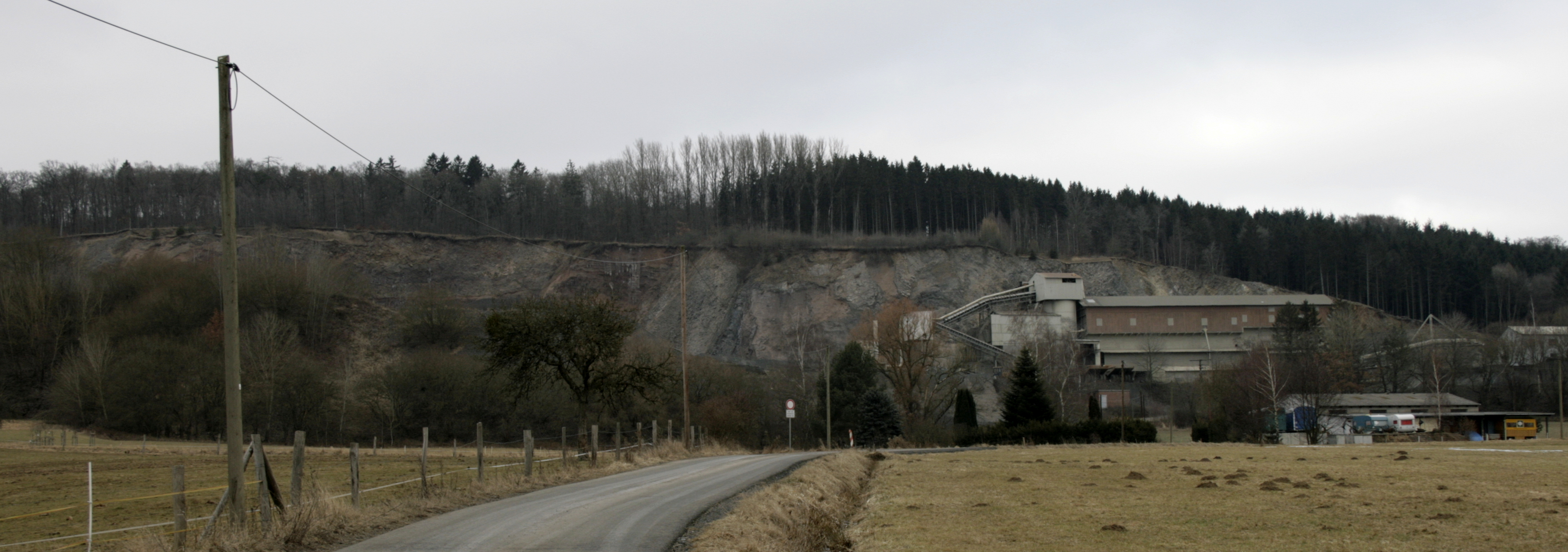
Basaltsteinbruch am Ortsrand von Dorndorf

### Wirtschaftsstruktur
2.643 Einwohner sind sozialversicherungspflichtig beschäftigt (Stand: 30. Juni 2007), 2.052 davon arbeiten nicht innerhalb der Gemeinde. Innerhalb Dornburgs existieren 1368 Arbeitsplätze, 777 sind von Menschen besetzt, die von außerhalb der Gemeinde einpendeln. Der größte Teil der Bevölkerung, 43,8 Prozent, arbeitet im produzierenden Gewerbe, 20,7 Prozent in Handel und Verkehr, 2,7 Prozent in Land- und Forstwirtschaft.

### Verkehr
- Durch Langendernbach verläuft die Bundesstraße 54.
- Die Dornburger Ortsteile Frickhofen und Wilsenroth verfügen über Stationen an der Oberwesterwaldbahn, auf welcher die Regionalbahnlinie 90 (Limburg an der Lahn – Diez Ost – Westerburg – Hachenburg – Altenkirchen – Au – Wissen – Siegen – Kreuztal) der Hessischen Landesbahn HLB, Bereich Dreiländerbahn verkehrt.

### Bildung
In Dornburg bestehen Grundschulen in den Ortsteilen: Dorndorf, Langendernbach, Thalheim, Wilsenroth.
In Frickhofen befindet sich die Mittelpunktschule St. Blasius mit Grund-, Haupt- und Realschulzweig.

### Öffentliche Einrichtungen
- Kath. Kindergarten Frickhofen
- Kath. Kindergarten Langendernbach
- Kath. Kindergarten Wilsenroth
- Kath. Kindergarten Dorndorf
- Kath. Kindergarten Thalheim
- Freiwillige Feuerwehr Frickhofen, gegr. 1895 (seit 15. April 1972 mit Jugendfeuerwehr)
- Freiwillige Feuerwehr Langendernbach, gegr. 1897 (seit 12. März 1971 mit Jugendfeuerwehr)
- Freiwillige Feuerwehr Wilsenroth, gegr. 1928 (seit 1932 mit Spielmannszug und seit 1970 mit Jugendfeuerwehr)
- Freiwillige Feuerwehr Dorndorf, gegr. 1928 (seit 1. März 1975 mit Jugendfeuerwehr)
- Freiwillige Feuerwehr Thalheim, gegr. 1909 (seit 1976 mit Blasorchester und seit 1. Mai 1973 mit Jugendfeuerwehr)
- Seit 8. Mai 2010 wird durch die Feuerwehren Dornburgs ortsteilübergreifend eine Kinderfeuerwehr geführt.

## Persönlichkeiten
- Paul Arens (1936–2022), Bürgermeister von Dornburg (1971–1995)
- Wilhelm Löhr (* 17. Oktober 1859 in Langendernbach; † 19. Mai 1929 in Bethel), evangelischer Theologe und Autor
- Ekkhard Schmidt-Opper (* 29. Januar 1961), Feldhockeyspieler und zweimaliger Olympiateilnehmer